# Griffenwang
Griffenwang, heute eine Wüstung, war der Hauptort der gleichnamigen Gemeinde im Oberpfälzer Landkreis Parsberg. 

## Geographische Lage
Die Wüstung liegt auf 480 m über NHN inmitten des Truppenübungsplatzes. Sie ist umgeben vom Schmiedberg (592 m ü. NHN) im Süden, Hirschberg (533 m ü. NHN) im Nordwesten, Eigelstein (567 m ü. NHN) im Norden, Eichelberg (573 m ü. NHN) im Nordwesten und Stettenberg (584 m ü. NHN) im Südwesten. Straßenmäßig war Griffenwang vor allem vom westlich gelegenen Pielenhofen her erschlossen.

## Geschichte
Bis 1297 gehörte Griffenwang zur Burg Schauerstein des Ulrich Lotter und wurde von ihm an das Hochstift Regensburg veräußert. Die Pfarrei Griffenwang ist in den Regensburger Matrikeln von 1438 als zum Dekanat Allersburg gehörig aufgeführt. Der Ort unterstand dem hochstiftischen, im 15. Jahrhundert vorübergehend herzoglich-bayerischen Amt Hohenburg. Die niedere Gerichtsbarkeit wurden vom Hochstift einem Pfleger übertragen. Im 16. Jahrhundert besaßen die Herren von Laaber die hochstiftisch-regensburgische Lehen in Griffenwang. Der Ort mit seinen zehn Anwesen blieb bis zum Ende des Alten Reiches, um 1800/10, hochstiftisch bzw. domkapitlisch (drei Anwesen).
Durch das Königreich Bayern (1806)  wurde um 1810 der Steuerdistrikt Griffenwang gebildet und 1811 zum Landgericht Parsberg gegeben. Diesem gehörten die Dörfer Griffenwang und Kittensee sowie die Einöden Aderstall, Neudiesenhof, Oberkeitenthal, Schauerstein und Unterkeitenthal an. Mit dem zweiten bayerischen Gemeindeedikt von 1818 wurde daraus eine Ruralgemeinde. Im Zuge der Bildung eines Truppenübungsplatzes für US- und NATO-Truppen wurde die zwischenzeitlich dem Landkreis Parsberg angehörende Gemeinde von der Größe von 1083,39 ha mit den sechs Orten Aderstall, Griffenwang, Kittensse, Oberkeitenthal, Schauerstein und Unterkeitenthal bis zum 1. Oktober 1951 geräumt und ihre Bewohner umgesiedelt. Der Griffenwanger Ortsteil Neudiesenhof wurde zum 25. März 1952 der Gemeinde Reichertswinn zugeordnet. Die noch formal bestehende Gemeinde Griffenwang wurde zum 1. Oktober 1970 nach Velburg eingemeindet. Der Gemeindename wurde aufgehoben.
Im Ort Griffenwang wohnten
- 1838: 62 Einwohner (14 Häuser, 3 Kirchen)[13]
- 1867: 77 Einwohner (29 Gebäude, 2 Kirchen)[14]
- 1871: 74 Einwohner (42 Gebäude; Großviehbestand 1873: 8 Pferde, 65 Stück Rindvieh)[15]
- 1900: 76 Einwohner (17 Wohngebäude)[16]
- 1925: 88 Einwohner (16 Wohngebäude)[17]
- 1950: 86 Einwohner (15 Wohngebäude)[18]

In der Gemeinde Griffenwang wohnten
- 1867: 196 Einwohner (82 Gebäude, 7 Orte)[14]
- 1871: 186 Einwohner (104 Gebäude, 32 Wohngebäude, 7 Orte; an Großvieh 10 Pferde und 189 Stück Rindvieh)[15]
- 1900: 208 Einwohner (40 Wohngebäude, 7 Orte; an Großvieh 12 Pferde und 230 Stück Rindvieh)[16]
- 1925: 227 Einwohner (Katholiken) (35 Wohngebäude, 7 Orte)[17]
- 1950: 242 Einwohner (36 Wohngebäude, 7 Orte)[18]

## Kirchliche Verhältnisse
Die Gemeinde Griffenwang gehörte seit 1744 zur katholischen Pfarrei St. Michael zu Allersburg im Bistum Regensburg; in der Filiale Griffenwang, 1433–1519 eine eigene Pfarrei, dann bis 1744 zur Pfarrei Hausen gehörend, gab es um 1813/1848 die drei Kirchen Hl. Kreuz, St. Vitus und St. Catharina. Von St. Katharina, erbaut wohl im 18. Jahrhundert, haben sich – Stand 1986 – der Kirchturm und die Außenmauern des Langhauses erhalten. Heute sollen nur noch Grundmauern vorhanden sein. Die Altäre von 1658 kamen 1955 in die Chamer Franziskanerkirche. – Der Ortsteil Neudiesenhof war nach Pielenhofen gepfarrt. Grabsteine aus Griffenwang befinden sich heute in der 2008 errichteten Gedenkstätte an die untergegangenen Gemeinden auf dem Friedhof Velburg.

## Persönlichkeiten
- Georg von Hayder, * 7. April 1754 in Griffenwang, † 5. April 1814 bei Mittelmichlbach/Schweiz, Hirtenbub, dann Soldat, einer der ersten Max-Josef-Ritter[22]